# فاليبونا
بلدية فاليبونا (بالإسبانية: Vallibona)‏، هي إحدى بلديات مقاطعة كاستيلون التي تقع في منطقة بلنسية، في شرق إسبانيا.
يبلغ عدد سكانها 100 نسمة وفقاً لإحصائية سنة (2006).